# Challenger de Qarshi 2013
El torneo Karshi Challenger 2013 es un torneo profesional de tenis. Pertenece al ATP Challenger Series 2013. Se disputó su 7.ª edición sobre pistas duras, en Qarshi, Uzbekistán entre el 6 y el 12 de mayo de 2013.

## Jugadores participantes del cuadro de individuales

### Cabezas de serie
| País                       | Jugador              | Rank1 | Favorito |
| Bandera de Rusia           | Teimuraz Gabashvili  | 177   | 1        |
| Bandera de Israel          | Amir Weintraub       | 183   | 2        |
| Bandera de Rusia           | Konstantin Kravchuk  | 187   | 3        |
| Bandera de Ucrania         | Oleksandr Nedovyesov | 194   | 4        |
| Bandera de República Checa | Jan Mertl            | 196   | 5        |
| Bandera de China Taipéi    | Chen Ti              | 216   | 6        |
| Bandera de Moldavia        | Radu Albot           | 246   | 7        |
| Bandera de ?               | Dzmitry Zhyrmont     | 269   | 8        |
| -------------------------- | -------------------- | ----- | -------- |

- 1 Se ha tomado en cuenta el ranking del 29 de abril de 2013.

### Otros participantes
Los siguientes jugadores recibieron una invitación (wild card), por lo tanto ingresan directamente al cuadro principal:
- Sanjar Fayziev
- Sarvar Ikramov
- Temur Ismailov
- Nigmat Shofayziev

Los siguientes jugadores ingresan al cuadro principal tras disputar el cuadro clasificatorio:
- Alexander Bury
- Egor Gerasimov
- Vaja Uzakov
- Alexey Vatutin

## Jugadores participantes en el cuadro de dobles

### Cabezas de serie
| País                      | Jugador             | País               | Jugador              | Rank1 | Favorito |
| Bandera de Estados Unidos | James Cerretani     | Bandera de Canadá  | Adil Shamasdin       | 163   | 1        |
| Bandera de Australia      | Jordan Kerr         | Bandera de Rusia   | Konstantin Kravchuk  | 248   | 2        |
| Bandera de Moldavia       | Radu Albot          | Bandera de Ucrania | Oleksandr Nedovyesov | 435   | 3        |
| Bandera de Rusia          | Teimuraz Gabashvili | Bandera de Israel  | Amir Weintraub       | 597   | 4        |
| ------------------------- | ------------------- | ------------------ | -------------------- | ----- | -------- |

- 1 Se ha tomado en cuenta el ranking del 29 de abril de 2013.

### Otros participantes
Los siguientes jugadores recibieron una invitación (wild card), por lo tanto ingresan directamente al cuadro principal:
- Omad Boboqulov /  Pavel Tsoy
- Sanjar Fayziev /  Nigmat Shofayziev
- Sarvar Ikramov /  Batyr Sapaev

## Campeones

### Individual Masculino
- Teimuraz Gabashvili derrotó en la final a  Radu Albot, 6–4, 6–4

### Dobles Masculino
- Chen Ti /  Guillermo Olaso derootaron en la final a  Jordan Kerr /  Konstantin Kravchuk, 7–6(5), 7–5

- Datos: Q12981440